# Арфведсон, Юхан
Юхан (Иоганн) Август А́рфведсон (12 января 1792, Скагерсгольм, провинция Вестергётланд — 28 октября 1841, Гедензё) — шведский химик, в 1817 году открыл химический элемент литий.

## Биография
Юхан родился в 1792 году богатой буржуазной семье Якоба Арфведсона и Анны Елизаветы Холтерманн. Семья владела усадьбой Гедензё, где будущий химик провёл своё детство. Начальное образование получил дома. В 1806 году приступил к изучению горных наук в Университете Упсалы. После завершения обучения работал в Королевском институте горных наук в Стокгольме. Там познакомился с Йёнсом Берцелиусом и позднее работал в его лаборатории.
В 1817 году, исследуя минерал петалит, открыл элемент литий в форме соединения. В дальнейшем работал с соединениями урана. В 1825 году женился на Саре Софии фон Эренгайм.
В 1841 году получил почётную золотую медаль от Шведской академии наук за открытие лития. В его честь назван минерал арфведсонит.
Начиная с 1997 года Немецкое товарищество химиков за особые заслуги иностранных исследователей химии лития присуждает премию Арфведсона.